# 1694 Kaiser
Az 1694 Kaiser (ideiglenes jelöléssel 1934 SB) a Naprendszer kisbolygóövében található aszteroida. Hendrik van Gent fedezte fel 1934. szeptember 29-én, Johannesburgban.